# Гринбаум, Алексей Олегович
Алексей Олегович Гринбаум (фр. Alexei Grinbaum; род. 30 ноября 1978, Ленинград) — российско-французский физик и философ. 

## Биография
Сын лингвиста Олега Гринбаума, внук филолога-классика Натана Гринбаума.
Окончил магистратуру физического факультета Санкт-Петербургского университета по кафедре физики высоких энергий и элементарных частиц (2004). В том же году защитил докторскую диссертацию (PhD) по философии науки в Центре исследований по прикладной эпистемологии при Политехнической школе в Париже. Некоторое время занимался научной работой по постдокторальной программе в этом же центре, в лаборатории философии и истории науки Университета Нанси II и в Институте теоретической физики «Периметр» в Канаде. С 2006 года ведёт исследовательскую работу в Центре ядерных исследований Сакле.
Опубликовал монографию «Механика объятий. Квантовое спутывание» (фр. Mécanique des étreintes: intrication quantique; 2014), посвящённую некоторым проблемам современной физики в свете истории науки, и книгу «Роботы и зло» (фр. Les robots et le mal; 2019), обсуждающую этические проблемы искусственного интеллекта. Русская версия второй из этих книг опубликована в 2017 году под названием «Машина-доносчица. Как избавить искусственный интеллект от зла» как приложение к альманаху «Транслит». Публиковал статьи в журналах Philosophy of Science, British Journal for the Philosophy of Science, Foundations of Physics, Philosophica, Journal of Responsible Innovation, Nanoethics, IEEE Robotics and Automation Magazine и т. д.
Перевёл на французский язык книгу Ли Смолина «Неприятности с физикой».